# Cratichneumon veraepacis
Cratichneumon veraepacis là một loài tò vò trong họ Ichneumonidae.